# T. Mills

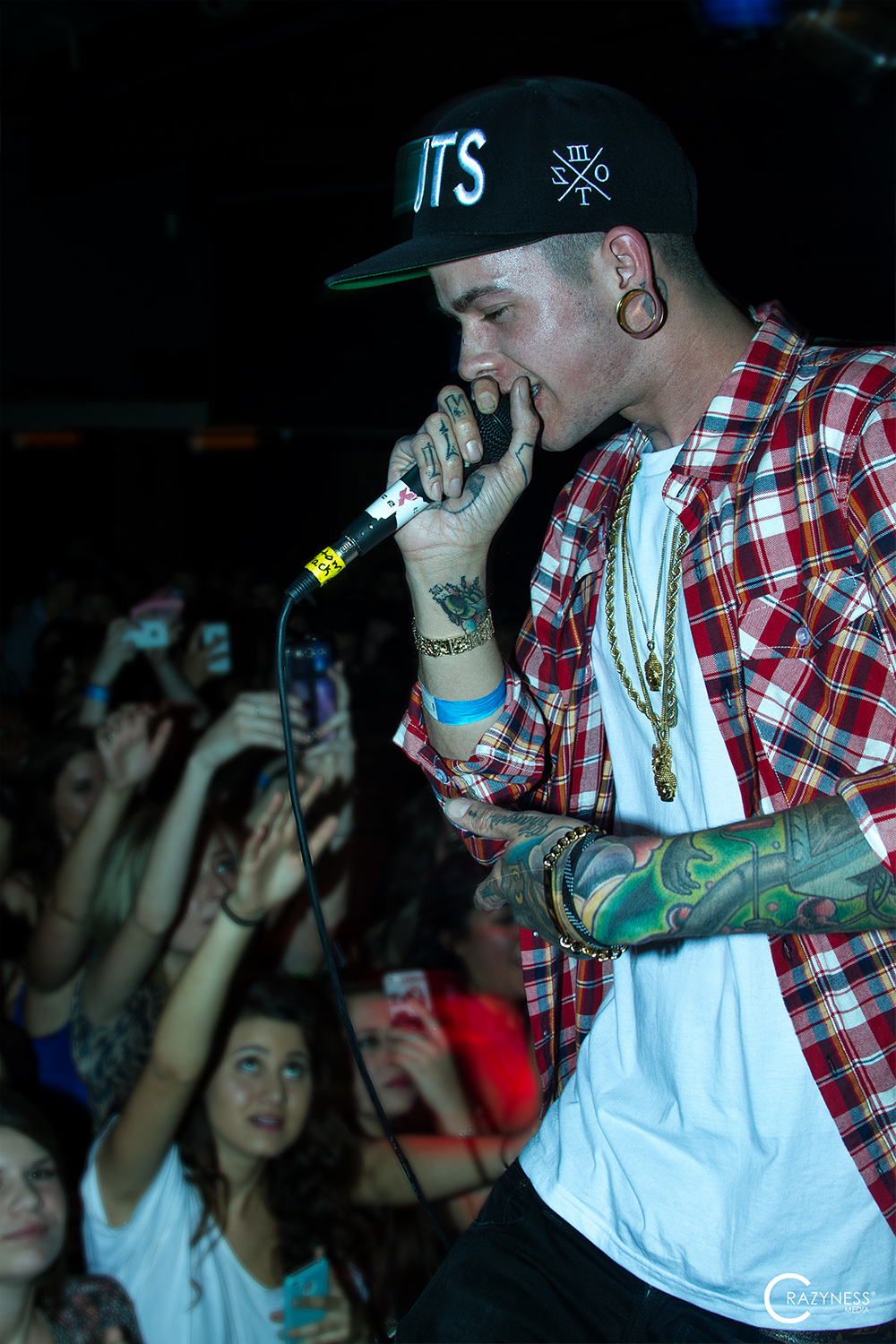
T. Mills (2013)

Travis Tatum Mills (* 12. April 1989 in Riverside, Kalifornien) ist ein US-amerikanischer Hip-Hop-Sänger. Er steht bei Uprising Records unter Vertrag.

## Karriere
Im Jahre 2010 veröffentlichte T. Mills sein Extended Play Finders Keepers und ein erstes Studioalbum Ready, Fire, Aim!. Er trat auf der Warped Tour 2009, sowie auf Bamboozle auf. Seine erste Headlining Show in The Troubadour in Los Angeles war ausverkauft. Am 22. Juli 2011 veröffentlichte er sein Gratis-Album Leaving Home.
Für 2011 plante er zusammen mit Matt Squire, Rusko, Colin Munroe, Hit Boy, The Stereotypes und weiteren Künstlern ein Mixtape zu veröffentlichen. Stattdessen wurde am 9. Juli 2012 sein Mixtape Thrillionaire veröffentlicht.
Im Dezember 2019 gründete Travis Mills gemeinsam mit Nick Gross die Band Girlfriends. Mit "Girlfriends" war Mills 2023 als Supporter im Rahmen der "Love Sux European Tour" mit Avril Lavigne auf Tour.

## Diskografie

### Studioalben
| Jahr | Titel             | Label                  |
| ---- | ----------------- | ---------------------- |
| 2010 | Ready, Fire, Aim! | Uprising Records       |
| 2011 | Leaving Home      | Selbstveröffentlichung |

### Extended Plays
| Jahr | Titel              | Label                    |
| ---- | ------------------ | ------------------------ |
| 2009 | Finders Keepers EP | Uprising Records         |
| 2011 | Leaving Home EP    | Sony Music Entertainment |
| 2014 | All I Wanna Do EP  | Sony Music Entertainment |

### Singles
| Jahr | Titel                              | Album             |
| ---- | ---------------------------------- | ----------------- |
| 2010 | Stupid Boy                         | Ready, Fire, Aim! |
| 2010 | She Got A…                         | Ready, Fire, Aim! |
| 2011 | Fuck Em (With My Vans On)          | Leaving Home      |
| 2011 | Hollywood (featuring Colin Munroe) | Leaving Home      |
| 2011 | Can’t Take Your Eyes Off Me        | Leaving Home      |
| 2012 | Vans On                            | Leaving Home, EP  |
| 2012 | Lightweight                        | Thrillionaire     |
| 2012 | Diemonds                           | Thrillionaire     |
| 2013 | Loud                               | —                 |
| 2014 | All I Wanna Do                     | All I Wanna Do EP |

### Gastauftritte
| Jahr | Titel                           | Künstler                                | Album         |
| ---- | ------------------------------- | --------------------------------------- | ------------- |
| 2010 | Size Of Your Boat (Remix)       | Jeffree Star                            | —             |
| 2012 | Another One                     | Ty$, Dom Kennedy                        | Beach House   |
| 2012 | Sally Walker                    | Audio Push                              | Inland Empire |
| 2013 | Started from the Bottom (Remix) | Mike Posner, Asher Roth, King Chip      | —             |
| 2013 | We Own It (Remix)               | Mike Posner, Sammy Adams, Niykee Heaton | —             |

### Musikvideos
| Jahr | Titel                               | Regisseur       | Album             |
| ---- | ----------------------------------- | --------------- | ----------------- |
| 2010 | Stupid Boy                          | Nicht bekannt   | Ready, Fire, Aim! |
| 2010 | She Got A…                          | Nicht bekannt   | Ready, Fire, Aim! |
| 2011 | She Got A…(Alternatives Musikvideo) | Nicht bekannt   | Ready, Fire, Aim! |
| 2011 | Scandalous                          | Darryl Phillips | Leaving Home      |
| 2012 | Vans On                             | Nicht bekannt   | Leaving Home EP   |
| 2012 | Lightweight                         | Grizz Lee       | Thrillionaire     |
| 2012 | Diemonds                            | Nicht bekannt   | Thrillionaire     |
| 2012 | Other Bitch Callin                  | Nicht bekannt   | Thrillionaire     |